# Therese Wagner

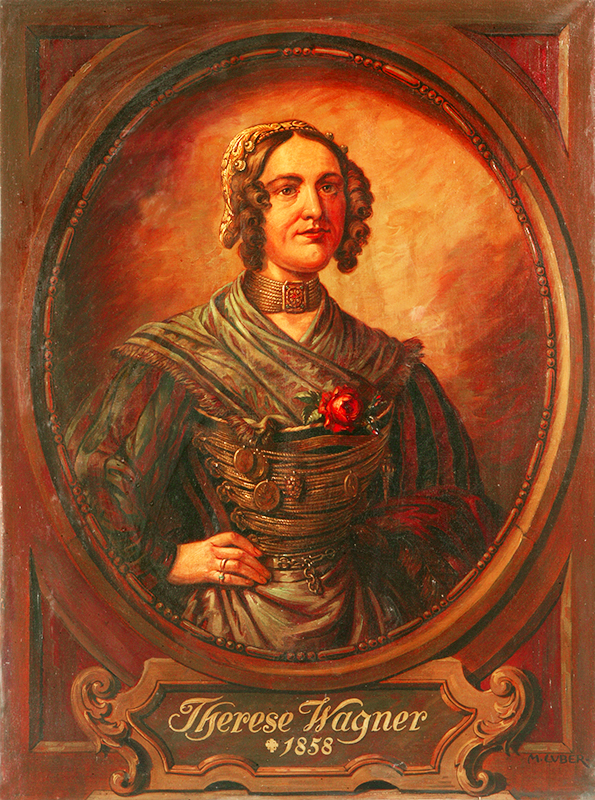
Therese Wagner (1845)

Therese Wagner, geb. Brunner, (* 1797 in Freising; † 1858 in München) war eine bayerische Bierbrauerin und Unternehmerin. 

## Leben und Wirken
Ihre Eltern Franz und Maria Anna Brunner betrieben die Veitsmühle in Freising. 1818 heiratete sie den Wirtssohn Anton Wagner aus Attaching. Im gleichen Jahr übernahmen die Eheleute in Freising den Hagnbräu und führten einen Getreidehandel. Die Brauerei verkauften sie 1827 und zogen nach München. Dort erhielten sie am 5. März 1829 von der Münchner Stadtverwaltung das Braurecht der Augustiner-Brauerei. Als Anton Wagner 1845 starb, führte Therese Wagner die Brauerei allein weiter. Sie war offen für technische Neuerungen (Sudhaus, Dampfmaschine, Fuhrpark) und baute sie zur Großbrauerei aus. 1857 erwarb sie das heutige Brauereigelände an der Landsberger Straße. 

## Ehrungen
Im Januar 2020 wurde im Münchner Stadtteil Freiham eine Straße nach ihr benannt.